# Rejon wilszański
Rejon wilszański – jednostka administracyjna wchodząca w skład obwodu kirowohradzkiego Ukrainy.
Rejon utworzony w 1919, ma powierzchnię 645 km² i liczy około 16 tysięcy mieszkańców. Siedzibą władz rejonu jest Wilszanka.
Na terenie rejonu znajdują się 1 osiedlowa rada i 14 silskich rad, obejmujących w sumie 24 wsie.

## Miejscowości rejonu
- (Березова Балка)
- (Бузникувате)
- (Чистопілля)
- (Добре)
- (Добрянка)
- (Дорожинка)
- Josypiwka (Йосипівка)
- (Калмазове)
- (Коритно-Забузьке)
- (Котовське)
- (Мала Вільшанка)
- (Мала Мазниця)
- (Осички)
- Płosko-Zabuzke[1] (Плоско-Забузьке)
- (Синюха)
- (Станкувате)
- (Степанівка)
- (Сухий Ташлик)
- Wilszanka (Вільшанка)
- (Вівсяники)
- (Владиславка)
- (Вовча Балка)
- (Завітне)
- (Залізничне)